# Adam Air
Adam Air était une compagnie aérienne indonésienne fondée en 2002 et basée à l'aéroport de Jakarta. À la suite de problèmes de sécurité, le gouvernement indonésien suspend l'autorisation de vol de la compagnie le 18 mars 2008 et lui donne trois mois pour améliorer sa gestion. En juin 2008, Adam Air est définitivement interdit d'opérations.
En 2004, Adam Air n'était que la 7e compagnie sur le marché intérieur indonésien, dont elle détenait à peine 2 %. Deux ans plus tard, elle s'était hissée au 3e rang derrière Garuda Indonesia et Lion Air, avec un peu plus de 14 % du trafic aérien.

## Destinations
Adam Air desservait les destinations suivantes (octobre 2005) :
- Intérieures :  Balikpapan, Banda Aceh, Banjarmasin, Denpasar, Jakarta, Jambi, Lampung, Medan, Padang, Palembang, Pangkal Pinang, Bengkulu, Solo, Pekanbaru, Pontianak, Semarang, Surabaya, Ujung Pandang, Yogyakarta.
- Internationales : Penang (Malaisie) depuis Medan (Sumatra du Nord), Singapour

## Flotte

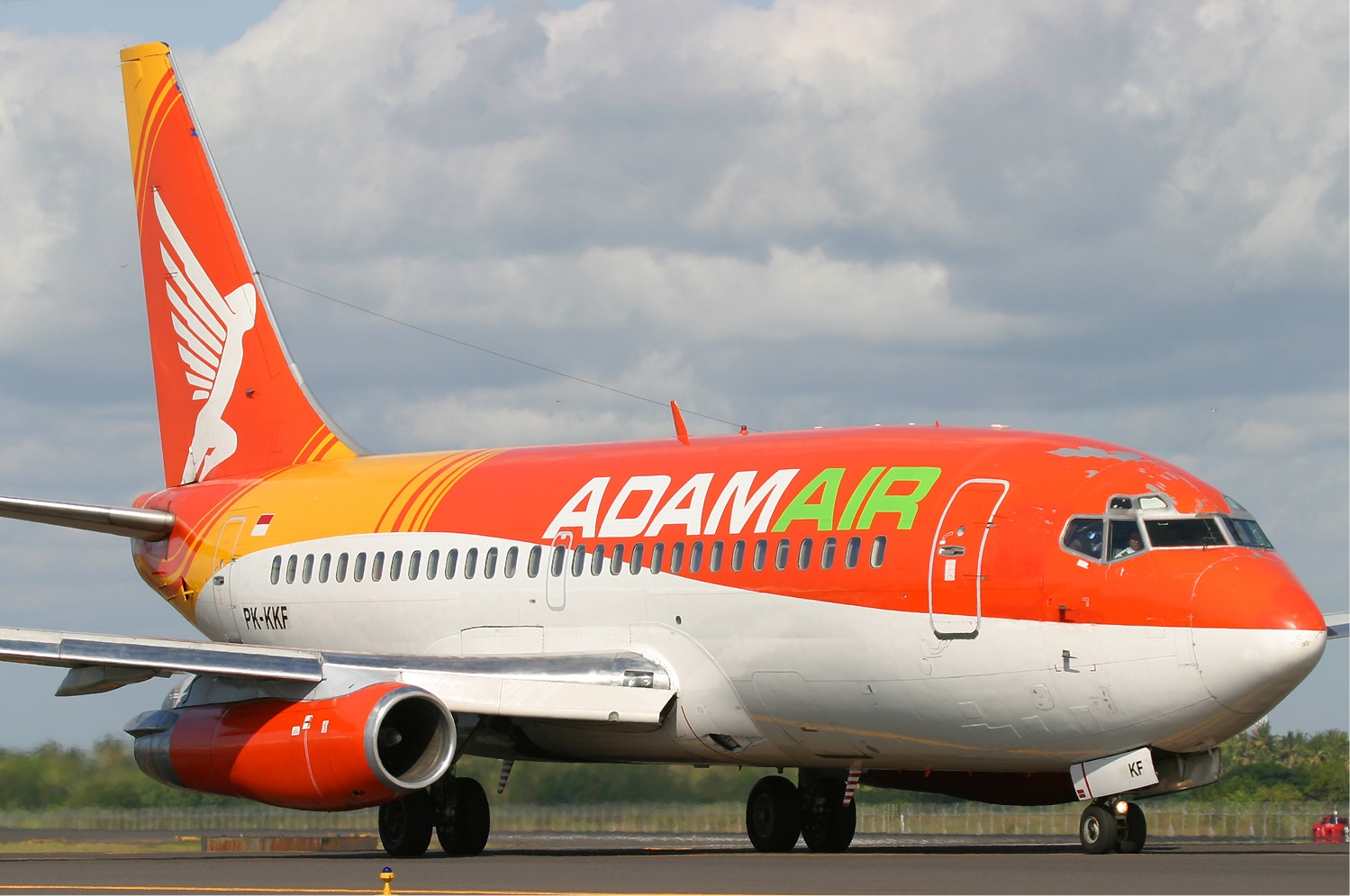
Boeing 737 d'Adam Air

La flotte d'Adam Air était constituée de (novembre 2005) :
- 6 Boeing 737-200
- 2 Boeing 737-300
- 6 Boeing 737-400
- 1 Boeing 737-500

En février 2006, Adam Air annonçait qu'elle louerait six Airbus A320 et en achèterait 24 autres, à livrer en 2007.

## Information essentielle

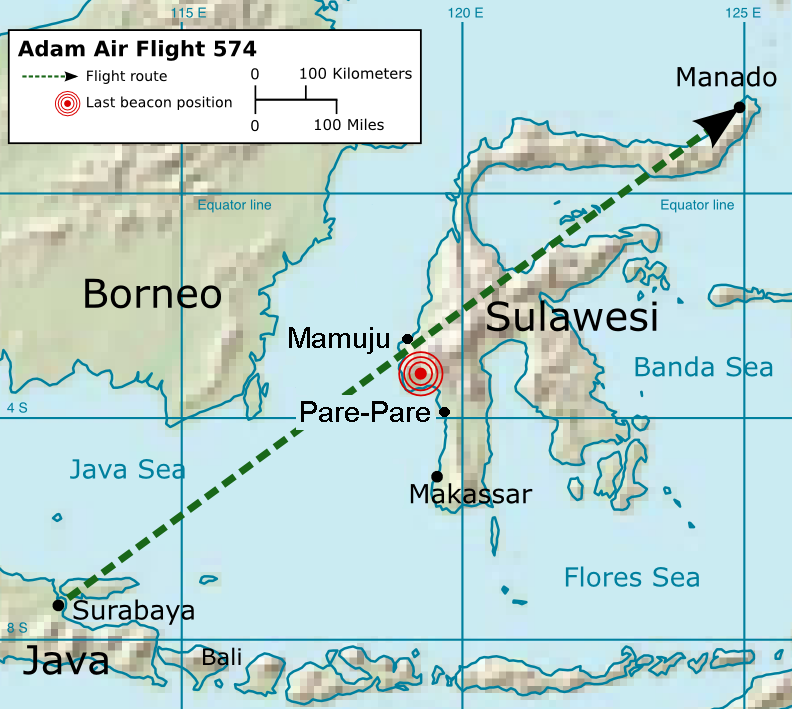
Le trajet du vol 574 Adam Air

Toutes les compagnies aériennes indonésiennes ont été ajoutées à la liste noire officielle des compagnies interdites en Europe et ceci depuis fin juin 2007.

## Accident
Le 1er janvier 2007, un Boeing 737-400 de la compagnie, le vol KI-574 transportant 96 passagers et 6 membres d'équipage perd le contact avec le contrôle aérien entre les îles de Java et Sulawesi (Célèbes) en Indonésie.
Le vol en provenance de Surabaya volait à destination de Manado. Le contact a été perdu avec l'avion à une altitude de 35 000 pieds une heure avant son arrivée prévue. L'examen des enregistreurs de vols (boîtes noires), récupérés à 2 000 m de profondeur dans le détroit de Makassar, indique que l'IRS (système inertiel de navigation) était défaillant mais que la cause principale de la chute de l'appareil est due principalement à une série d'erreurs de pilotage consécutive à une formation incomplète des pilotes. Aussi, après un incident survenu en 2008, la licence de navigation est retirée à Adam Air.